# Фуйуз
Фуйу́з (фр. Fouillouse, окс. Folhosa) — коммуна во Франции, находится в регионе Прованс — Альпы — Лазурный Берег. Департамент коммуны — Верхние Альпы. Входит в состав кантона Таллар. Округ коммуны — Гап.
Код INSEE коммуны — 05057.

## Население
Население коммуны на 2008 год составляло 188 человек.
| 1962 | 1968 | 1975 | 1982 | 1990 | 1999 | 2008 |
| ---- | ---- | ---- | ---- | ---- | ---- | ---- |
| 82   | 87   | 87   | 95   | 124  | 138  | 188  |

## Экономика
В 2007 году среди 110 человек в трудоспособном возрасте (15—64 лет) 91 были экономически активными, 19 — неактивными (показатель активности — 82,7 %, в 1999 году было 70,2 %). Из 91 активных работали 83 человека (53 мужчины и 30 женщин), безработных было 8 (2 мужчин и 6 женщин). Среди 19 неактивных 12 человек были учениками или студентами, 2 — пенсионерами, 5 были неактивными по другим причинам.

## Фотогалерея

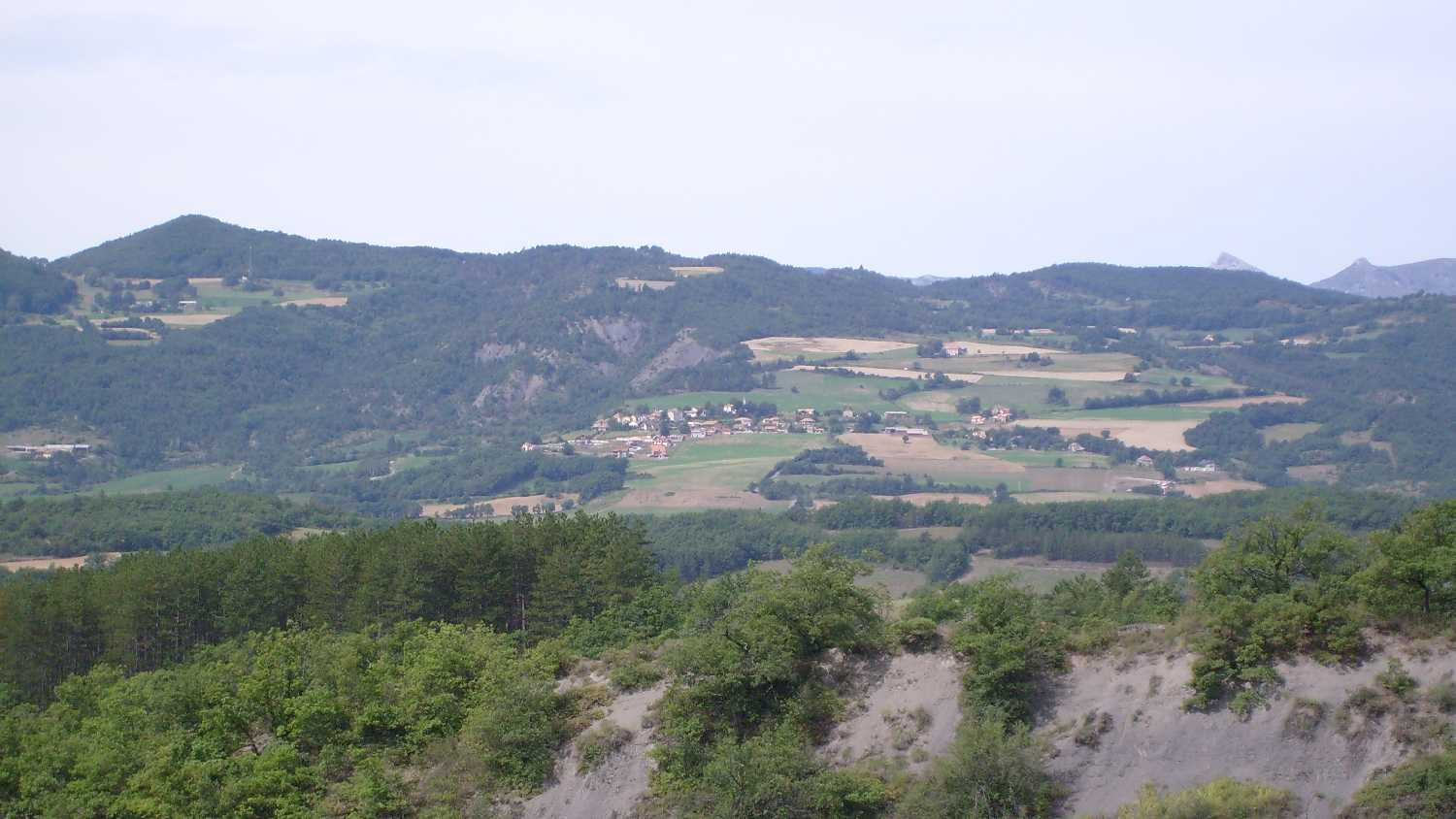
Вид на Фуйуз из Шатовьё
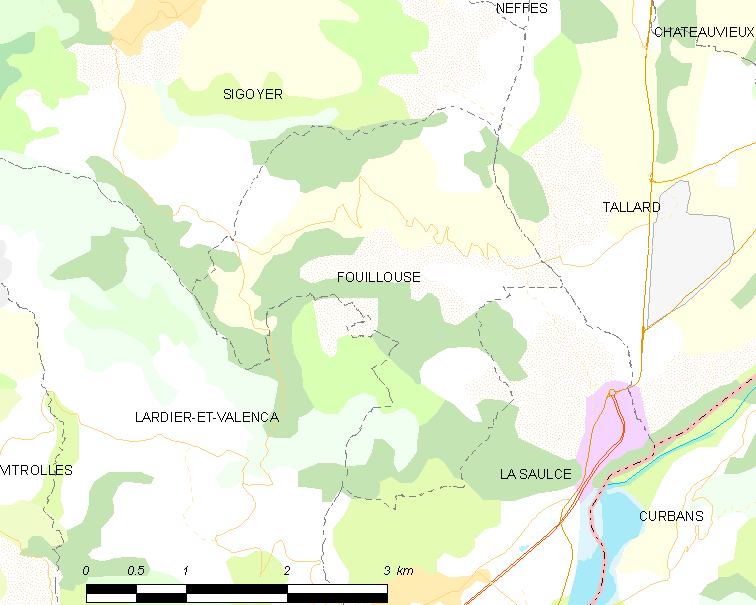
Карта коммуны